# Samfundet Nordiska museets och Skansens Vänner
Samfundet Nordiska museets & Skansens vänner instiftades 1918 i Stockholm och har som syfte att stödja och främja Nordiska museet och Skansen. Under de första fem decennierna var samfundets främsta ändamål att köpa in föremål till museerna, men sedan 1972 stöttar man även museerna vid exempelvis ombyggnader, renoveringar och större utställningar samt med information och ekologisk hållbarhet. Nordiska museets & Skansens vänner har sedan grundandet haft medlemmar i kungahuset. Prins Carl och Prins Bertil var ordförande i flera decennier vardera, och sedan 1997 är Kronprinsessan Victoria första hedersledamot. Som medlem får man fri entré till Nordiska museet, Skansen, Härkeberga kaplansgård, Svindersvik sommarnöje, Tyresö slott och Jamtli i Östersund, samt ett antal museer i Norge och Danmark. Samfundet anordnar även föreläsningar, kulturaftnar och utflykter för sina medlemmar samt ger ut tidningen Artur. År 2024 samlar samfundet ca 2 500 medlemmar.

## Bakgrund
Under en resa i Dalarna 1872 observerade Nordiska museets och Skansens grundare Artur Hazelius och hans fru Sofi Hazelius hur industrialismen och jordbrukets modernisering ledde till att Sveriges folkliv, seder och bruk höll på att försvinna. Makarna greps av en vilja att bevara dessa ting och traditioner genom att grunda ett svensk etnografiskt museum. Ett år senare öppnade de Skandinavisk-Etnografiska samlingen på Drottninggatan i Stockholm. Lokalerna visade sig snart vara för små och Hazelius började arbeta för att bygga ett större museum.

### Föregångaren Samfundet Nordiska museets främjande
För att kunna realisera sina museivisioner behövde Artur Hazelius pengar, och han bildade därför 1880 en stiftelse med namnet Samfundet för Nordiska museets främjande. Redan inom ett år hade de över 4 000 medlemmar. Flera av medlemmarna var inflytelserika och välbärgade personer som både själva kunde donera och få anhöriga att bidra.
Hazelius lyckades 1883 förvärva mark på Lejonslätten på Södra Djurgården, och 1888 togs första spadtaget till Nordiska museet. Samtidigt ville Hazelius etablera ett friluftsmuseum med djurpark, och 1891 lyckades han förvärva mark på Skansenberget där museet Skansen grundades. Nordiska museet och Skansen var del av samma institution, och Skansens omedelbara popularitet genererade intäkter som Hazelius kunde använda för att finansiera byggandet av Nordiska museet. Bygget tog tid, men det halvklara museet kunde användas som del av Stockholmsutställningen 1897. Först 1907, sex år efter Hazelius död, stod Nordiska museet klart och öppnades för allmänheten.
Stiftelsen Nordiska museets främjande samexisterade under flera år med Samfundet Nordiska museets vänner. Runt 1930 bytte det namn till Skansenföreningen Samfundet för Nordiska museets främjande, både för att lyfta fram Skansen och för att minska risken för sammanblandning med Samfundet Nordiska museets vänner. Under 1950-talet hade Skansenföreningen strax över 11 000 medlemmar, men dess verksamhet minskade gradvis och upplöstes formellt 1970.

## Historia

### Nordiska museets vänners grundande
På initiativ av Nordiska museets styresman Gustaf Upmark den yngre bildades den 19 december 1918 Samfundet Nordiska museets vänner, ”en sammanslutning af för Nordiska museet och dess verksamhet intresserade personer”. Ett sällskap på 40 personer samlades i hertigen av Västergötland prins Carl och prinsessan Ingeborgs hem, Byströms villa på Djurgården, för samfundets bildande. Prins Carl valdes till ordförande, och ytterligare kunglig representation fanns genom Carls bror prins Eugen och kronprins Gustav Adolf. Justitieombudsmannen Nils Lilienberg valdes till vice ordförande, och till styrelseledamöter Helge Ax:son Johnson, grevinnan Elsa von Rosen, Carl Sahlin, Sigurd Curman och Gustaf Upmark. Redan vid grundandet hade 100 personer förklarat sig villiga att bli medlemmar, till stor del värvade av prinsparet. Av dessa betalade 30 personer en avgift på 1 000 kronor för att bli ”ständiga ledamöter”, medan resterande 70 blev ”årsledamöter” till en årsavgift på 100 kr. Merparten av de grundande medlemmarna var personer i samhällets topp; framstående adelsmän och -kvinnor samt kända namn verksamma inom bank, industri och kultur. Bland dessa fanns industrimagnaterna KA Wallenberg, Ivar Krueger och Axel Ax:son Johnson, statsministern Arvid Lindman (1906–1911 och 1928–1930) och kulturpersonligheter som arkitekten Ragnar Östberg, författarinnan och samhällsdebattören Calla Curman och konstnären Anders Zorn.

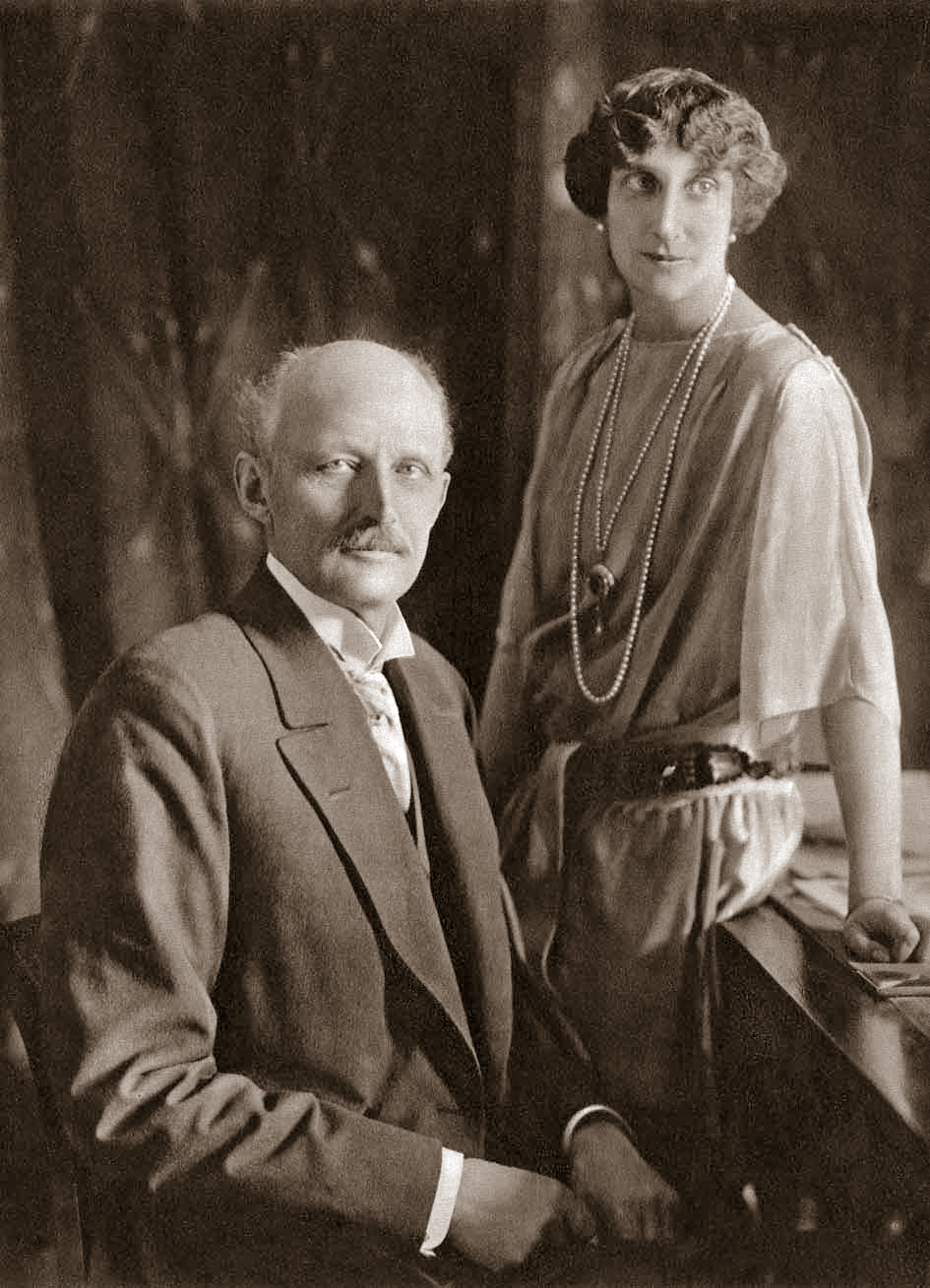
Samfundets grundare prins Carl med hustrun prinsessan Ingeborg, 1926.

Redan efter några veckor gick prins Carl och prinsessan Ingeborg ut och vädjade om att fler skulle ansluta, och till 1920 hade de lyckats öka antalet medlemmar till 293 personer. Därefter sjönk dock medlemsantalet stadigt vilket kan förklaras av att samfundets ändamål under de första årtiondena uteslutande var att ”inköpa värdefulla föremål eller samlingar, hvilka i samförstånd med museets ledning skola som gåfva överlämnas till Nordiska museet”. Engagemanget kretsade kring ett årsmöte i maj, antingen hemma hos prinsparet eller i någon av Skansens gårdar, då medlemmarna bjöds på te med tilltugg och de inköpta gåvorna visades upp av museets intendenter. ”Vännerna” fick också fri entré till Nordiska museet och Skansen samt ett exemplar av Nordiska museets årsbok Fataburen.
De relativt höga medlemsavgifterna innebar att man kunde köpa in många dyrbara föremål till museet, särskilt i silver. År 1929, tio år efter samfundets grundande, hade 275 föremål till ett värde av 160 000 kronor överlämnats till museet. Därtill hade Nordiska museets vänner många resursstarka medlemmar som själva gav gåvor. Särskilt stora bidrag skänktes av hovintendenten Axel Melander, som 1919 donerade 5 000 kronor för införande av värmeledning i Seglora kyrka på Skansen, och vid sin död 1926 testamenterade 40 000 kronor till samfundet. 1929 fick Nordiska museet 1600-talsgården Skogaholm i gåva för att placeras på Skansen. Museet hade dock inte råd med flytten av herrgården från Närke, men ”Vännerna” ställde upp och stod för en stor del av den utgiften. År 1936 bekostade vänföreningen även flytten av Skogaholms flyglar.
År 1946 avgick prins Carl vid 84 års ålder, varefter industrimagnaten Axel Wallenberg valdes till ny ordförande. Tre år senare blev Lennart Bernadotte ordförande och samma år förvärvade Nordiska museet sommarnöjet Svindersvik i Nacka. Samfundet bidrog med 100 000 kronor för att köpa in ”huvuddelen av byggnadens inventarier, som till största delen härstammar från 1700-talet”. Bland dessa fanns kakelugnar, kristallkronor, gustavianska spegelbord, stolar, soffor och kinesiska tavlor, urnor och krukor.

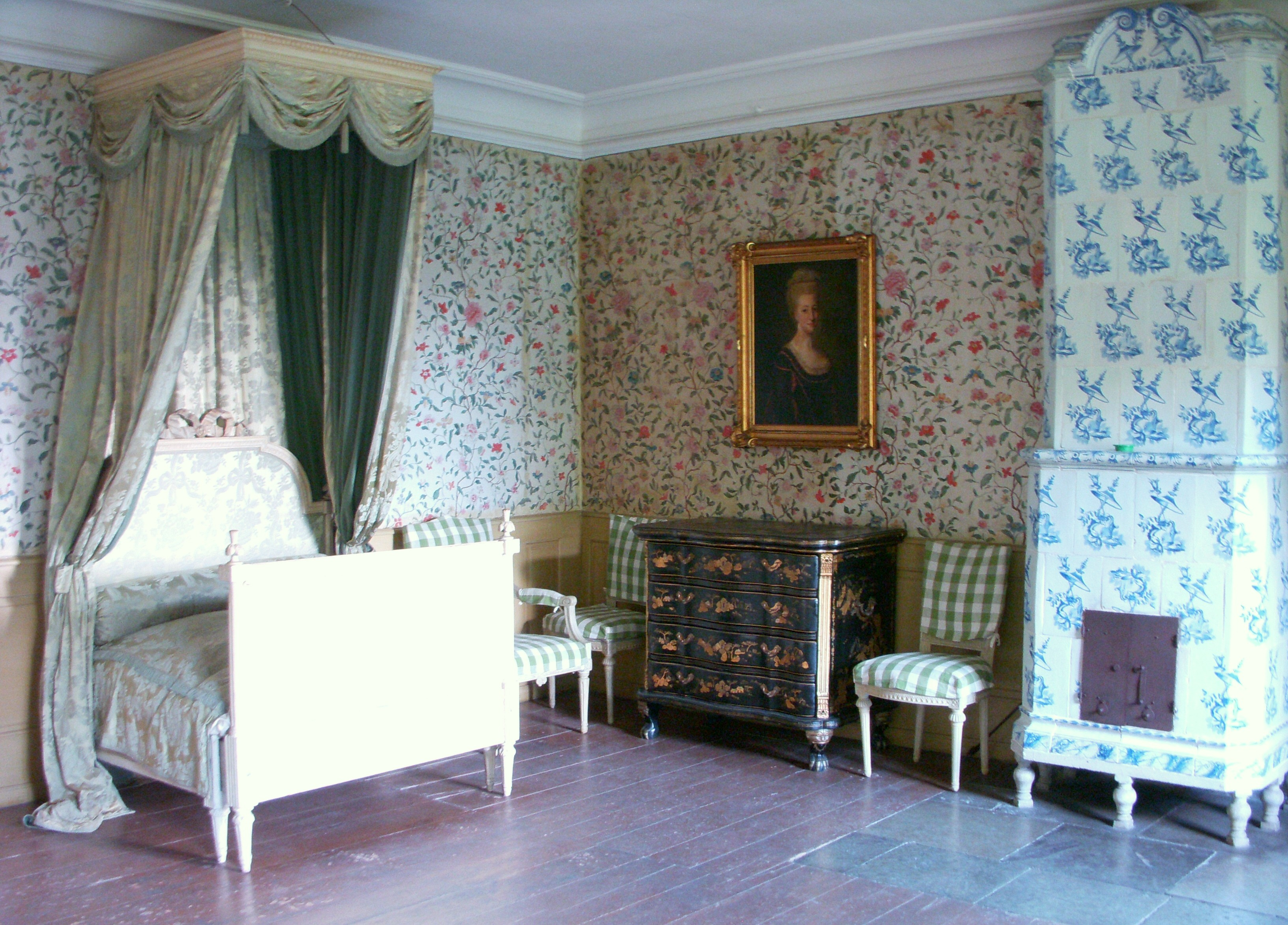
Interiör från Svindersviks gård, inköpt av Samfundet Nordiska museets vänner 1949

År 1953 tog prins Bertil över ordförandeskapet, en post som han skulle inneha i 43 år. Under hela 1950-talet var samfundet mycket aktiva i sitt inköp av gåvor. Efterkrigstidens framväxande skandinaviska möbelindustri medförde att möbler från tidigare århundranden blivit omoderna, och samfundet kunde genom sina inköp se till att många kulturskatter bevarades och blev del av Nordiska museets samlingar.

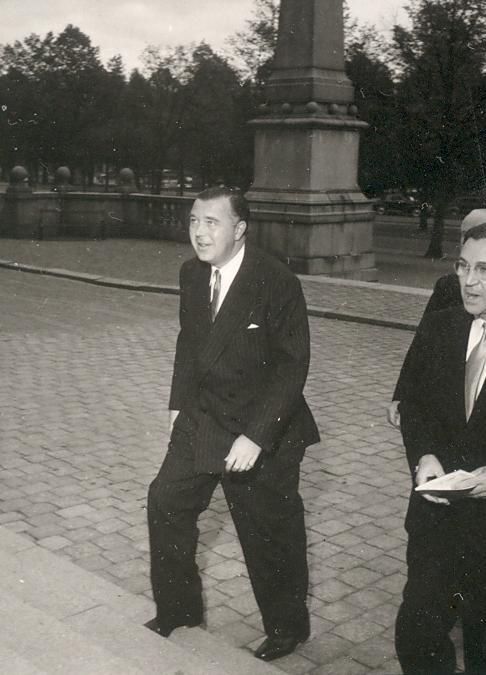
Prins Bertil utanför Nordiska museet, omkring 1950.

### Nordiska museet 100 år – kraftig medlemsökning
År 1968 firade Samfundet Nordiska museets vänner 50-årsjubileum, samtidigt som det rådde något av en krisstämning. Ett fortsatt stort inköp av gåvor, minskat antal medlemmar och en sedan 50 år oförändrad årlig avgift medförde att det egna kapitalet blev allt mindre. År 1972 var medlemsantalet endast 144 personer, och en styrelseledamot beskrev situationen som mycket bekymmersam, och att ”om man inte gör någonting mycket snabbt, mycket effektivt och mycket väl genomtänkt, så finns det inget samfund om 10–15 år”. I maj 1972 hölls krismöte i Prins Bertils våning på Kungliga slottet. Man utsåg en kommitté bestående av styrelseledamöterna Erik Elinder och Gillis Tempelman, vilka tillsammans med museets intendent Marshall Lagerquist presenterade åtgärder för att öka medlemstalet och engagemanget.
Samfundets syfte ändrades från att köpa in föremål till att mer brett stödja museets verksamhet och att erbjuda en social gemenskap med upplevelser för medlemmarna. Medlemsförmånerna utökades med rabatt i museibutikerna och inbjudningar till evenemang, föredrag, kulturaftnar och utflykter. Nordiska museets 100-årsjubileum 1973 bidrog ytterligare till förnyelse. Samfundet framställde en jubileumsmedalj i silver, formgiven av elever på Konsthögskolan och Konstfack, som gåva till Nordiska museet. Man tillverkade även bronsmedaljer till museets anställda och medlemmar. Insatserna gav resultat och vid 1973:s slut räknade man 878 ”vänner”, för att året därpå överstiga 1 000 medlemmar. Det kraftigt ökade medlemsantalet krävde mer arbete och 1978 fick samfundet ett eget kansli på Nordiska museet med halvtidsanställd personal.
År 1985 visade Nordiska museet sin dittills största utställning Modell Sverige om svensk industriell utveckling under 100 år. Budgeten för utställningen var 13 miljoner kronor, men 2,9 miljoner saknades. Museet förfrågade samfundets styrelse om hjälp, vilket väckte engagemang hos Prins Bertil, som personligen skrev brev till landets främsta industrialister och bad om stöd. Man anordnade också en välgörenhetsmiddag för att samla pengar, och samfundet lyckades få ihop över 3 miljoner kronor till utställningen.

### Ett samfund, två museer
Nordiska museet och Skansen blev separata stiftelser 1963, men det var först 1986 som föreningen bytte namn till Samfundet Nordiska museets & Skansens vänner. Skansens chef blev del av styrelsen och arbetet mer delat mellan museerna, bland annat genom bidrag till Snickerifabriken på Skansens uppförande 1991. I slutet av 1980-talet hade samfundets medlemstal åter minskat. Genom en medlemskampanj med mottot ”Kultur är gymping för själen” lyckades man öka uppmärksamheten och antalet medlemmar uppgick till ca 1 500.
År 1993 uppmärksammade Nordiska museet samfundets 75-årsjubileum med utställningen ”Tack vare våra vänner”, där 2 000 gåvor visades upp. Tre år senare avgick Prins Bertil av hälsoskäl som ordförande och efterträddes av Johan Nordenfalk. 1997 grundades medlemstidningen Artur, och samma år blev Kronprinsessan Victoria samfundets första hedersledamot. Under kanslichef Louise Nordenfelts ledning passerades under början av 2000-talet både 2 000 och 3 000 medlemmar, bland annat genom att volontärer värvade museibesökare på plats.
Vid 90-årsjubileet 2008 tog samfundet kontakt med Berghs School of Communication, vars studenter tog fram förslag på hur man skulle nå ut till fler. Bland de åtgärder som implementerades fanns en ny logotyp, mottot ”Brinn för kulturen” och en utökad programverksamhet. År 2015 fick samfundet ett oväntat ekonomiskt tillskott då medlemmen Gurli Pagels Arvidsson testamenterat ett arv på 4 miljoner kronor. År 2018 gavs den sista utgåvan av Nordiska museets och Skansens årsbok Fataburen ut, med titeln Vänner i hundra år som en hyllning till samfundet.
Under slutet av 2010-talet minskade antalet medlemmar, särskilt som Covid-19-pandemin tvingade museerna att hålla stängt och ställa in aktiviteter. I samband med att museerna stängde donerade vänföreningen 1 miljon kronor vardera till Nordiska museet och Skansen. Sedan 2022 har antalet medlemmar ökat genom ett nyinfört familjemedlemskap, förnyelse av programverksamheten och tidningen Artur samt tydligare kommunikation kring samfundets syfte. År 2024 ersattes Berghs-studenternas symbol med en äldre illustration föreställande museerna av Bertil Kumlien.

## Ordförande, kansli- och verksamhetschefer

### Ordförande
| År        | Namn               |
| --------- | ------------------ |
| 1918–1946 | Prins Carl         |
| 1946–1949 | Axel Wallenberg    |
| 1949–1953 | Lennart Bernadotte |
| 1953–1996 | Prins Bertil       |
| 1996–2009 | Johan Nordenfalk   |
| 2009–2019 | Niclas Forsman     |
| 2019–2021 | Sten Tegnér        |
| 2021–     | Hans Malmsten      |

### Kanslichefer
| År        | Namn                                 |
| --------- | ------------------------------------ |
| 1978–1980 | Inger Lonaeus                        |
| 1980–1983 | Louise Nyberg                        |
| 1983–1994 | Birgitta Jungner                     |
| 1994–1999 | Birgitta Lindmarker                  |
| 1999–2008 | Louise Nordenfelt                    |
| 2008–2009 | Kerstin Ramel                        |
| 2009–2010 | Barbro Weberg och Gunilla Hallsenius |
| 2010–2011 | Caroline Zeilon                      |
| 2011–2017 | Viveca Axell Hedén                   |
| 2018–2022 | Anna-Kaisa Summanen Öhgren           |

### Verksamhetschef
| År    | År    | Namn             | Namn             |
| ----- | ----- | ---------------- | ---------------- |
| 2022– | 2022– | Clara Block Hane | Clara Block Hane |